# Henry Lawson
Henry Archibald Lawson (pe numele adevărat Henry Hertzberg Larsen, n. 17 iunie 1867 - d. 2 septembrie 1922) a fost un poet australian.
Personalitate culturală dinamică, a stimulat și promovat literatura națională, pronunțându-se cu fermitate împotriva literaturii de imitație.
A scris o lirică de inspirație folclorică sau protestatară.
Proza sa prezintă, cu umor și compasiune, scene emoționale din viața existențelor mărunte.

## Scrieri
- 1900: Versuri populare și umoristice ("Verses Popular and Humorous")
- 1913: Pentru Australia ("For Australia")
- 1915: Armata mea, o, armata mea ("My Army, oh my Army")
- 1940: Operele în proză ale lui Henry Lawson ("The Prose Works of Henry Lawson").

1. ↑  LIBRIS, 8 ianuarie 2013, accesat în 24 august 2018
2. ↑  CONOR.SI[*] Verificați valoarea |titlelink= (ajutor)